# شهرستان لینیی (دژو)
شهرستان لینیی (به انگلیسی: Linyi County) یک شهرستان در چین است که در دژو (شاندونگ) واقع شده‌است.